# 要求
| ウィキペディアには「要求」という見出しの百科事典記事はありません（タイトルに「要求」を含むページの一覧/「要求」で始まるページの一覧）。 代わりにウィクショナリーのページ「要求」が役に立つかもしれません。 |